# Castine (pierre)
Pour les articles homonymes, voir Castine.
La castine est une pierre calcaire utilisée en fonderie de fonte comme fondant et comme épurateur pour le minerai de fer ou de manganèse (naturellement riche en fer).
D'une façon plus générale, la castine désigne toutes les pierres calcaires destinées aux fours à chaux, en particulier ceux des sucreries.

## Technique
À température élevée, la castine se décompose en gaz carbonique et en chaux, laquelle sert à constituer le laitier qui rassemble les impuretés provenant des matières premières, et facilite la fusion du minerai et la fluidité du métal en fusion. Il s'agit donc d'un agent fondant. 
L'utilisation de la castine est spécifique de la fabrication de la fonte en cubilot. Dans la fonderie en four électrique, l'apport se fait  en chaux vive directement.

## Importance économique
Les statistiques des livraisons en France, de 2005, relevées par l’UNICEM, indiquent :
- castines pour hauts-fourneaux et fonderies : 4 103 000 tonnes ;
- castines pour autres industries : 1 693 400 tonnes.

Il faut ajouter à ces valeurs l'autoconsommation des chaufourniers.

## Étymologie
Vient de l'allemand « Kalkstein » = pierre à chaux. Le mot apparaît au XVIIe siècle.